# Gryllomorpha canariensis
Gryllomorpha canariensis is een rechtvleugelig insect uit de familie krekels (Gryllidae). De wetenschappelijke naam van deze soort is voor het eerst geldig gepubliceerd in 1939 door Lucien Chopard.